# Mika Biereth
Mika Miles Biereth (Londra, 8 febbraio 2003) è un calciatore danese di origini tedesche, attaccante del Monaco.

## Carriera

### Club
Calcisticamente cresciuto nel settore giovanile dell'Arsenal, gioca per due stagioni nella seconda squadra dei Gunners.
Il 23 giugno 2022 passa in prestito agli olandesi del Waalwijk.
Il 3 agosto 2023 passa in prestito agli scozzesi del Motherwell.
Il 19 gennaio 2024 passa in prestito agli austriaci dello Sturm Graz.
L'11 gennaio 2025 viene acquistato dai francesi del Monaco per circa quindici milioni di euro. Nel mese di febbraio realizza tre triplette consecutive contro Auxerre, Nantes e Reims.

### Nazionale
Il 14 marzo 2025 viene convocato per la prima volta nella nazionale danese; fa il suo esordio il 20 marzo, nel successo per 1-0 contro il Portogallo.
Il 10 giugno 2025 realizza la sua prima rete in nazionale, nell'amichevole vinta per 5-0 contro la Lituania.

## Statistiche

### Presenze e reti nei club
Statistiche aggiornate al 19 luglio 2025.
| Stagione          | Squadra           | Campionato        | Campionato | Campionato | Coppe nazionali | Coppe nazionali | Coppe nazionali | Coppe continentali | Coppe continentali | Coppe continentali | Altre coppe | Altre coppe | Altre coppe | Totale | Totale |
| Stagione          | Squadra           | Comp              | Pres       | Reti       | Comp            | Pres            | Reti            | Comp               | Pres               | Reti               | Comp        | Pres        | Reti        | Pres   | Reti   |
| ----------------- | ----------------- | ----------------- | ---------- | ---------- | --------------- | --------------- | --------------- | ------------------ | ------------------ | ------------------ | ----------- | ----------- | ----------- | ------ | ------ |
| 2022-2023         | Waalwijk          | ED                | 12         | 2          | CO              | 1               | 0               | -                  | -                  | -                  | -           | -           | -           | 13     | 2      |
| 2023-gen. 2024    | Motherwell        | SP                | 14         | 6          | CS+CdL          | 0+1             | 0               | -                  | -                  | -                  | -           | -           | -           | 15     | 6      |
| gen.-giu. 2024    | Sturm Graz        | BL                | 15         | 5          | CA              | 3               | 1               | UECL               | 4                  | 3                  | -           | -           | -           | 22     | 9      |
| 2024-gen. 2025    | Sturm Graz        | BL                | 16         | 11         | CA              | 3               | 1               | UCL                | 6                  | 2                  | -           | -           | -           | 25     | 14     |
| Totale Sturm Graz | Totale Sturm Graz | Totale Sturm Graz | 31         | 16         |                 | 6               | 2               |                    | 10                 | 5                  |             | 0           | 0           | 47     | 23     |
| gen.-giu. 2025    | Monaco            | L1                | 16         | 13         | CF              | 1               | 0               | UCL                | 2                  | 0                  | -           | -           | -           | 19     | 13     |
| Totale carriera   | Totale carriera   | Totale carriera   | 73         | 37         |                 | 9               | 2               |                    | 12                 | 5                  |             | 0           | 0           | 94     | 44     |

### Presenze e reti in nazionale
| Cronologia completa delle presenze e delle reti in nazionale ― Danimarca | Cronologia completa delle presenze e delle reti in nazionale ― Danimarca | Cronologia completa delle presenze e delle reti in nazionale ― Danimarca | Cronologia completa delle presenze e delle reti in nazionale ― Danimarca | Cronologia completa delle presenze e delle reti in nazionale ― Danimarca | Cronologia completa delle presenze e delle reti in nazionale ― Danimarca | Cronologia completa delle presenze e delle reti in nazionale ― Danimarca | Cronologia completa delle presenze e delle reti in nazionale ― Danimarca |
| Data                                                                     | Città                                                                    | In casa                                                                  | Risultato                                                                | Ospiti                                                                   | Competizione                                                             | Reti                                                                     | Note                                                                     |
| ------------------------------------------------------------------------ | ------------------------------------------------------------------------ | ------------------------------------------------------------------------ | ------------------------------------------------------------------------ | ------------------------------------------------------------------------ | ------------------------------------------------------------------------ | ------------------------------------------------------------------------ | ------------------------------------------------------------------------ |
| 20-3-2025                                                                | Copenaghen                                                               | Danimarca                                                                | 1 – 0                                                                    | Portogallo                                                               | UEFA Nations League 2024-2025 - Quarti di finale                         | -                                                                        | 69’                                                                      |
| 23-3-2025                                                                | Lisbona                                                                  | Portogallo                                                               | 5 – 2 dts                                                                | Danimarca                                                                | UEFA Nations League 2024-2025 - Quarti di finale                         | -                                                                        | 73’                                                                      |
| 7-6-2025                                                                 | Copenaghen                                                               | Danimarca                                                                | 2 – 1                                                                    | Irlanda del Nord                                                         | Amichevole                                                               | -                                                                        | 65’                                                                      |
| 10-6-2025                                                                | Odense                                                                   | Danimarca                                                                | 5 – 0                                                                    | Lituania                                                                 | Amichevole                                                               | 1                                                                        | 72’                                                                      |
| Totale                                                                   |                                                                          | Presenze                                                                 | 4                                                                        |                                                                          | Reti                                                                     | 1                                                                        |                                                                          |

## Palmarès
- Campionato austriaco: 1

Sturm Graz: 2023-2024
- Coppa austriaca: 1

Sturm Graz: 2023-2024